# Campagne du sud de Zhuge Liang
Guerres des Trois Royaumes
Batailles
Yiling/Xiaoting - Campagne contre le Wu - Campagne du Sud - Hefei (231) - Hefei (233) - Expéditions de Zhuge Liang - Hefei (234) - Shiting - Liaodong - Offensive du Wu - Xingshi - Koguryo - Gaoping - Expéditions de Jiang Wei (Didao) - Dongxing - Hefei (253) - Shouchun - Cao Mao - chute du Shu - Zhong Hui - Chute du Wu

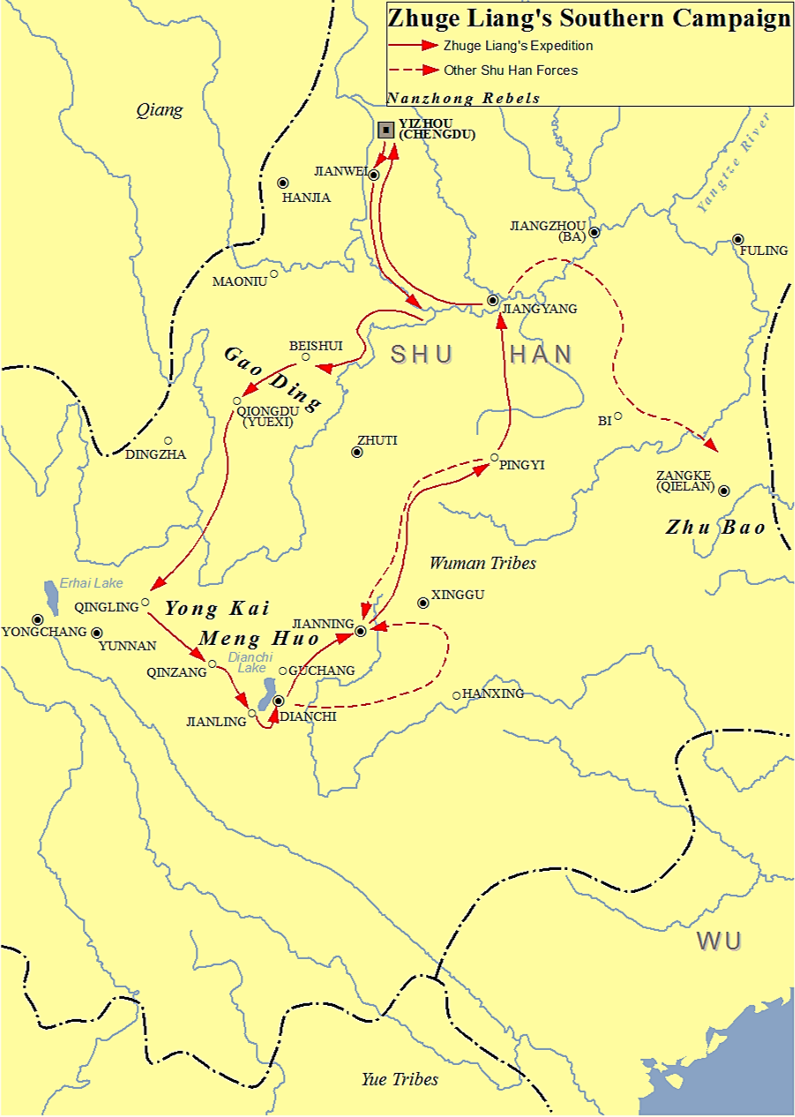
La Campagne du sud de Zhuge Liang

La Campagne du sud de Zhuge Liang (chinois simplifié : 诸葛亮南征 ; chinois traditionnel : 諸葛亮南征 ; pinyin : Zhūgě Liàng Nán Zhēng), aussi connue sous le nom de Guerre de Pacification de Nanzhong (chinois simplifié : 南中平定战 ; chinois traditionnel : 南中平定戰 ; pinyin : Nánzhōng Píngdìng Zhàn), est une campagne militaire dirigée par Zhuge Liang, le premier ministre/Chancelier Impérial du Royaume de Shu, afin de réprimer une révolte dans le sud du royaume. Cette campagne se déroule en 225, pendant la période des Trois Royaumes de l'histoire de la Chine. Elle est une réponse à la rébellion de plusieurs gouverneurs de la province de Nanzhong ainsi qu'aux incursions des Nanman dans cette région.

## Situation avant la révolte
En octobre 222, Liu Bei, l'empereur du Shu, est vaincu par le Royaume de Wu à la bataille de Xiaoting. Après sa défaite, il fuit jusqu'à Baidicheng, où il meurt de dysenterie en juin 223.

### La révolte de Yong Kai
Lorsque durant l'été 223, Yong Kai (雍闓), descendant de Yong Chi (雍齒), chef de tribu actif dans la région de Nanzhong et gouverneur de la province du Yi du Sud, apprend le décès de Liu Bei, il décide de se révolter contre le royaume du Shu. Il tue Zheng Ang (正昂), l'administrateur de la Commanderie Jianning (建寧郡) nommé par le Shu, et prend en otage Zhang Yi, le successeur de Zheng Ang. Le général Li Yan, qui reste fidèle au Shu, écrit au total six lettres à Yong Kai pour le dissuader de se rebeller, mais ce dernier lui répond avec arrogance : "J'ai entendu dire que le ciel ne peut avoir deux soleils et que la terre ne peut avoir deux souverains. Maintenant, de loin, je vois que l'Empire a été divisé en trois, donc je suis craintif et confus et ne sais pas à qui prêter allégeance."
Sous la pression de Shi Xie, le gouverneur de la commanderie de Jiaozhi, et du général Bu Zhi, un conseiller de Sun Quan, l'empereur du Wu, Yong Kai accepte de prêter allégeance au Wu et envoie Zhang Yi comme captif à Sun Quan pour exprimer sa sincérité. En retour, Quan le nomme administrateur de la Commanderie de Yongchang (永昌郡), qui est alors gardée par deux représentants officiels du Shu : Lü Kai et Wang Kang (王伉). Lorsque Yong Kai se présente pour prendre le contrôle de Yongchang, Kai et Wang refusent de reconnaître sa légitimité et poussent le gouvernement local, ainsi que les civils, à résister à Yong Kai et à l'empêcher d'entrer dans Yongchang. Yong Kai leur écrit ensuite à plusieurs reprises des lettres pour tenter de les convaincre qu'il était le véritable administrateur, mais Lü Kai réfuta les affirmations de Yong Kai et réussit à garder le contrôle de Yongchang, grâce au soutien des habitants de la commanderie qui lui accordent une grande estime et confiance.

### Les révoltes de Gao Ding et Zhu Bao
Vers 223, alors que le Shu pleure encore la mort de Liu Bei, Zhuge Liang, le chancelier impérial et régent du Shu, décide de se concentrer sur la politique intérieure pour promouvoir la stabilité et accumuler des ressources avant d'utiliser la force militaire pour réprimer les soulèvements en cours dans la région de Nanzhong. Dans le même temps, il envoie Deng Zhi et Chen Zhen comme diplomates à la cour du Wu pour rencontrer Sun Quan et le convaincre de faire la paix avec le Shu et de reconstruire l'alliance Shu-Wu contre leur rival commun, le Wei.
Pendant ce temps, Gao Ding (高定; ou Gao Dingyuan 高定元), le chef de la tribu Sou (叟族) de la commanderie de Yuexi/Yuesui (越巂郡) entend parler de la révolte de Yong Kai et décide de joindre ses forces aux siennes. Pour ce faire, il tue Jiao Huang (焦璜), l'Administrateur de Yuexi/Yuesui nommé par le gouvernement du Shu, et se proclame roi. Alors qu'il est en train de préparer une campagne militaire contre les rebelles, Zhuge Liang nomme Gong Lu nouvel Administrateur de Yuexi/Yuesui et l’envoie commencer les préparatifs nécessaires en prévision de l'arrivée des troupes du Shu. Gong Lu n'a même pas le temps de prendre son poste qu'il finit tué par Gao Ding. Après avoir levé une armée, ce dernier marche vers le nord pour attaquer Xindao (新道), mais il est obligé de se replier quand Li Yan arrive de Jianwei (犍為) avec des renforts fidèles au Shu.
À peu près à la même époque, Zhuge Liang envoie également un fonctionnaire nommé Qi Xing (頎行), mener une enquête à la Commanderie de Zangke (牂柯郡). En arrivant à Zangke, Qi Xing fait arrêter tous les fonctionnaires de rang inférieur pour les interroger. Zhu Bao (朱褒), l'administrateur (太守) de Zangke nommé par le Shu, avait entendu parler des rébellions dans les commanderies voisines de Jianning et Yuexi/Yuesui. Il décide de mettre fin à l’enquête en tuant Qi Xing et rejoint les rebelles.

### Implication de Meng Huo et des Nanman
Pendant ce temps, Yong Kai doit faire face à un problème : sa révolte menace de s'éteindre d'elle-même, car après avoir échoué à capturer la Commanderie de Yongchang défendue par Lü Kai et Wang Kang, il s'est tourné vers les tribus Nanman pour obtenir de l'aide. Hélas pour lui, elles ne lui font pas confiance et ne lui apportent pas l'aide dont il a besoin. Pour y remédier, il fait appel à un aristocrate local nommé Meng Huo qui a beaucoup d'influence et de popularité parmi les tribus Nanman. Ce dernier fait le tour de la région, et ment aux gens en leur disant que le tribut qu'ils payent au Shu est disproportionné par rapport à leurs revenus et que le gouvernement du Shu a fait des demandes déraisonnables. Cette campagne de dénigrement du Shu porte ses fruits car, très vite, un sentiment de colère contre le Shu se répand dans la région, et les tribus rejoignent la révolte de Yong Kai.

## Écrasement de la rébellion

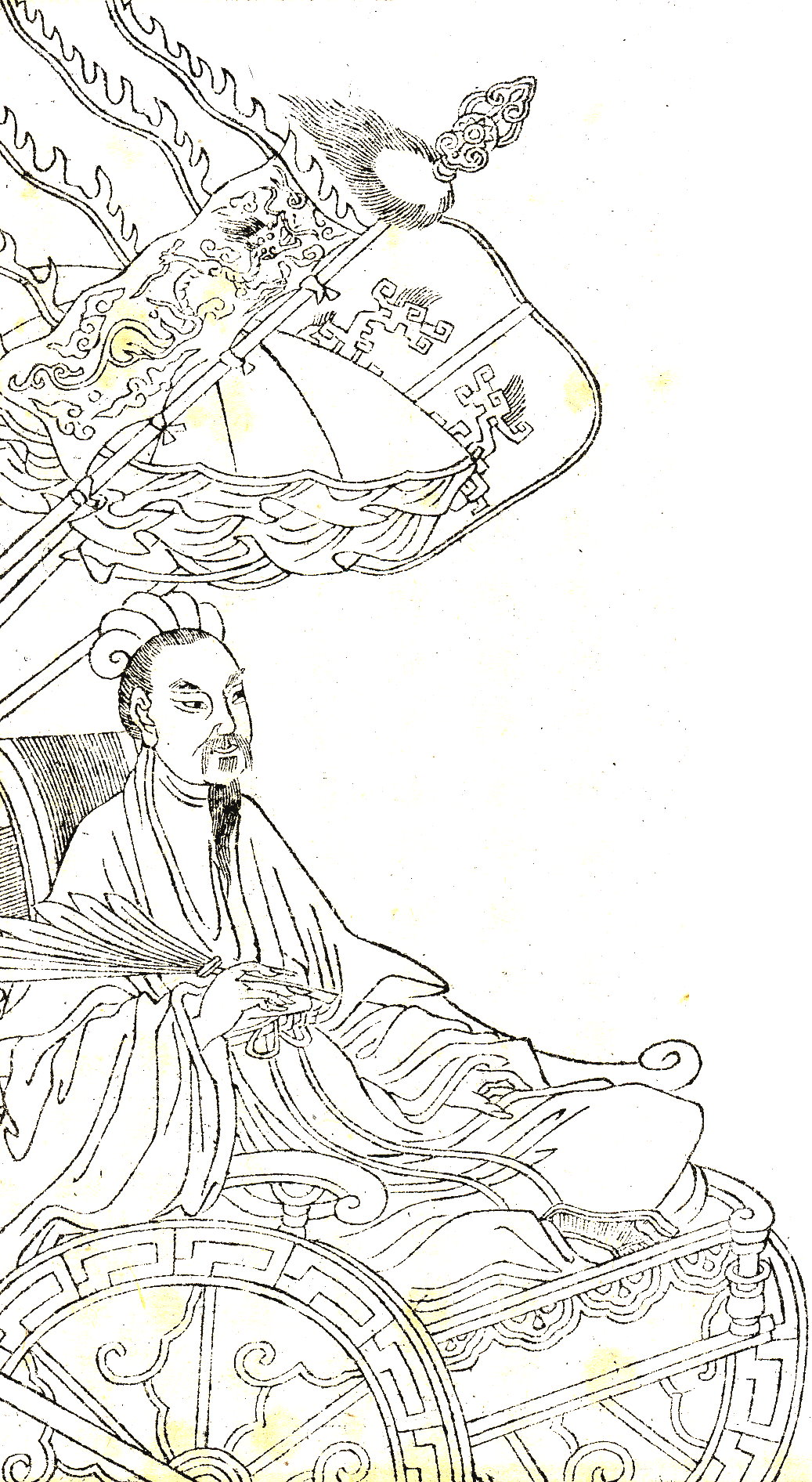
représentation de Zhuge Liang datant de la dynastie Qing

Durant le printemps 225, Zhunge Liang achève de reforger l'alliance entre le Shu et le Wu, puis prend la tête d'une force expéditionnaire pour écraser la révolte du Sud. Pendant la fin des préparatifs, juste avant le départ des troupes de Chengdu, le général Wang Lian (王連) met en garde Zhuge Liang sur les dangers liés au fait qu'il prend personnellement la tête des troupes. Zhuge ne prend pas en compte cette mise en garde, car il craint que ses généraux ne soient pas assez compétents pour gérer seuls cette rébellion.
Peu après Wang Liang, le général Ma Su va voir Zhuge Liang et lui suggère d'axer sa campagne sur une guerre psychologique, plutôt que de simplement écraser les rebelles par les armes. Selon Ma, si on réussit à "casser" le moral des mutins et gagner le soutien des populations locales, cela permettrait de limiter les risques d'un nouveau soulèvement. Zhuge Liang partage ce point de vue et se rallie à l'idée de Ma Su.
Avant la départ de l'expédition, Liu Shan, l'empereur du Shu, remet à Zhuge Liang une hache cérémonielle et organise une grande cérémonie pour marquer le début de sa campagne : des assistants portant des parasols faits de plumes marchent devant et derrière lui, une escorte de 60 gardes impériaux "huben" l'accompagne, tandis que des tambours et des trompettes jouent pendant que l'armée s'ébranle.
Après la cérémonie, l'armée de Zhuge Liang pénètre au Nanzhong en passant par Yuesui (越巂), puis dépasse Anshang et arrive à Yuexi en descendant les rivières. Pour contrer l'avance de l'armée du Shu, Gao ding et Yong Kai font construire plusieurs forteresses, à Maotou, Dingzuo et Peishui. Zhuge décide de marcher sur Peishui, en espérant que les forces rebelles s'y concentreront, pour lui donner l'occasion de les écraser en une seule bataille. Tout se passa encore mieux que ce que le premier ministre avait prévu; car à peine ses troupes étaient arrivées sur place que Gao Ding trahissait Yong Kai et Zhu Bao en les assassinant, avant de se rendre au Shu. Zhuge Liang fit immédiatement exécuter les autres chefs, laissant Meng Huo seul à la tête de la rébellion.
Pendant ce temps, Ma Zhong part de Bodao (僰道) et marche vers le sud-est pour attaquer Zangke, pendant que Li Hui part de Pingyi (平夷) et marche vers le sud-ouest pour attaquer Jianning. Pendant cette marche, Li Hui se retrouve encerclé à Kunming par des troupes rebelles deux fois plus nombreuses, sans savoir où était Zhuge Liang pour lui demander des renforts. Pour se sortir de cette situation, Li choisit la ruse et fait semblant de rejoindre les mutins, en leur expliquant qu'il a épuisé ses réserves et que, ne pouvant plus retourner dans le nord, il n'a pas d'autre choix que de se rebeller. Les Nanman le croient et baissent leur garde, ce qui permet aux hommes de Li Hui de briser l'encerclement et de s'enfuir. Li continue à diriger ses hommes vers le sud jusqu’à Panjiang (槃江), où il retrouve Ma Zhong, qui avait vaincu Zhu Bao à Qielan (且蘭). Finalement, les deux armées finissent par rejoindre Zhuge Liang et le gros des troupes.
De son côté, Meng Huo a incorporé dans son armée les restes des troupes de Yong Kai et continue à résister aux attaques du Shu. Zhuge Liang sait que Meng Huo est respecté par la population et il pense qu'en le capturant et en le subjuguant, il pourrait mener à bien la stratégie de Ma Su. Ainsi, après avoir réussi à capturer Meng, Zhuge le traite comme un invité et lui fait faire le tour du camp du Shu, en lui demandant son avis sur l'armée. Meng Huo lui répond : "Avant aujourd'hui, je n'avais aucun renseignement sur votre armée, d'où ma défaite. Maintenant que vous m'avez si gracieusement montré votre campement, je sais comment fonctionne votre armée, la vaincre sera aisé." Zhuge Liang sourit et le relâche avant de l'affronter à nouveau. Après avoir été capturé et relâché sept fois, Meng Huo finit par se rendre et dit à Zhuge, "Vous devez être bénis par les cieux, le sud ne se rebellera plus." Zhuge Liang peut alors marcher triomphalement sur le lac Dian,.

## Conséquences de la campagne
Une fois le Nanzhong pacifié, Zhuge Liang procède à une réorganisation administrative de la région. Il redécoupe les quatre commanderies originelles de Yizhou (益州; ou Jianning 建寧), Yongchang (永昌), Zangke (牂柯) et Yuexi/Yuesui (越巂) pour en créer deux de plus, Yunnan (雲南) et Xinggu (興古), pour mieux gérer la région. Au lieu d'imposer des administrateurs chinois venant de l'extérieur, il laisse les élites locales gérer ces commanderies. Selon lui, imposer des officiels chinois à la population locale poserait trois problèmes :
- Si on met en place des officiels chinois, il faudrait aussi installer des garnisons de soldats, avec toute la logistique que cela implique pour l'approvisionnement.̟ De plus, le Nanzhong est une région très accidentée, ce qui complique d'autant tous les transports[20],[21].

- Lors de la défaite qu'ils ont subie, les habitants de Nanzhong ont vu mourir leurs proches. Si on essaye de mettre en place des officiels chinois sans installer des garnisons de soldats, les tribus locales vont vouloir se venger en tuant les officiels et la région se retrouvera plongée dans le chaos[20],[21].

- Lors de la révolte et de la répression, les habitants de Nanzhong ont commis de nombreux méfaits et ils n'arriveront jamais à croire que les Chinois leur pardonneront facilement. Cet état d'esprit ne pourra déboucher que sur des incompréhensions et des tensions inutiles[20],[21].

Zhuge Liang décide donc de repartir au nord, sans laisser de soldats, juste en imposant un tribut aux populations locales. Il nomme Wang Kang, Lü Kai et Li Hui administrateurs des nouvelles commanderies. Cependant, leur rôle diffère grandement de celui d'un administrateur ordinaire. Ils ne sont pas là pour diriger directement le Nanzhong, mais pour représenter le royaume de Shu et récupérer les tributs que collectent les chefs des différentes tribus. Au quotidien, ce sont ces chefs de tribus qui gèrent la vie locale. Entre autres biens, les tributs que le Nanzhong verse au Shu sont constitués d'or, d'argent, de bœufs et de chevaux élevés pour la guerre. Ces biens participèrent à la prospérité du Shu et facilitèrent la préparation des futures expéditions nordiques de Zhuge Liang.
Après cette campagne et du vivant de Zhuge Liang, les tribus du Nanzhong ne se sont plus rebellé contre la domination de Chu. Après le décès du premier ministre, d'autres rébellions éclatent dans le sud, mais ce ne sont que des révoltes de faible ampleur et qui sont à chaque fois écrasées par Ma Zhong et Li Hui.

## Dans les œuvres de fiction
Si toutes les sources historiques concordent sur le fait que Zhuge Liang a réellement capturé et relâché sept fois Meng Huo, on ignore tout de la façon dont il s'y est pris à chaque fois. Luo Guanzhong, l'auteur du roman historique Les Trois Royaumes, a imaginé la façon dont se sont déroulées ces sept captures, n'hésitant pas à rajouter des personnages fictifs, comme Meng You, Dame Zhurong et le Roi Mulu. De plus, il intègre Zhao Yun, Wei Yan et Ma Dai dans les généraux ayant participé à l'expédition, alors que ceux-ci n'ont jamais mis les pieds au Nanzhong.
Lors de la première rencontre entre Zhuge Liang et Meng Huo, Zhao Yun conduit une charge puissante en plein cœur de l'armée ennemie, qui se conclut par la capture de Meng Huo par Wei Yan. Meng Huo refuse de se rendre à Zhuge Liang, qui lui donne une nouvelle chance d'attaquer en le relâchant.
Pour préparer la seconde bataille, Meng Huo fait construire des fortifications tout le long de la rivière et défie les troupes du Shu de venir les prendre. Ma Dai passe à l'attaque, coupe les voies d'approvisionnement et tue Jinhuan Sanjie, le général chargé de la protection des fortifications de la rivière. Voyant que l'armée du Shu est plus puissante que celle de Meng Huo, Ahui Nan et Dong Tuna, deux généraux de Meng Huo, le trahissent et le livrent au Shu. Mais ce dernier refuse toujours de se rendre. Continuant d'appliquer son plan, Zhuge Liang fait faire à Meng Huo le tour du camp des troupes du Shu, puis le relâche une seconde fois.
Trop sûr de lui après cette visite, Meng Huo envoie son frère Meng You rejoindre l'armée de Zhuge Liang, en faisant semblant de trahir les Nanman au profit du Shu. Cette ruse est rapidement découverte et les deux frères sont capturés.
À nouveau relâché et fou de rage, Meng Huo prend la tête d'une armée de 100 000 soldats et attaque le camp du Shu, pendant que Zhuge Liang fait évacuer toute son armée. Ce repli est une ruse car Meng Huo et son armée tombent dans de nombreux trous dissimulés et équipés de trappes, qui sont disséminés dans tout le camp. Meng est ainsi capturé pour la quatrième fois.
Ayant appris de ses précédents échecs, Meng Huo opte pour une approche moins hardie et préfère attendre que ses ennemis l'attaquent. Son plan est d’entraîner les troupes du Shu dans des marais empoisonnés, situés près des grottes du Roi Duosi. Ce plan échoue, car Zhuge Liang, mis au courant du danger par Meng Jie, le frère aîné de Meng Huo, fait manœuvrer son armée de manière à éviter les marais en question. Meng Huo est à nouveau capturé et le roi Duosi tué.
Après la cinquième défaite de Meng Huo, Dame Zhurong, son épouse, arrive sur le champ de bataille en se plaignant de l’incompétence de son époux. Elle se jette dans le combat et capture Ma Zhong et Zhang Ni. Voyant cela, Zhuge Liang envoie Zhao Yun, Wei Yan et Ma Dai la capturer, ce que Ma Dai réussit à faire après l'avoir fait tomber de sa monture. Zhuge Liang la rend à Meng Huo en échange des généraux du Shu capturé au combat. Après cet échange, Meng Huo s'associe au roi Mulu et utilise des animaux sauvages, tels que des tigres ou des éléphants, pour attaquer les troupes du Shu. Cette attaque échoue comme les précédentes, lorsque Zhuge Liang chasse les animaux en utilisant des engins cracheurs de flammes de son invention, connus sous le nom de juggernauts. le roi Mulu est tué et, pour la sixième fois consécutive, Meng Huo est capturé avant d’être relâché.
Finalement, Meng Huo demande de l'aide à Wutugu, un roi connu pour avoir des troupes équipées d'armures que ni les épées, ni les flèches ne peuvent pénétrer. Pour contrer cette menace, Zhuge Liang fait manœuvrer Wei Yan de manière à entraîner Wutugu et son armée, dans une gorge dont le sol est truffé de mines dissimulées. Une fois que toutes les troupes ennemies ont pénétré dans la vallée, Zhao Yun bloque toutes les voies d’accès et les mines sont mises à feu, transformant en brasiers les armures inflammables de Wutugu et de son armée. Bien que son plan s’achève par une victoire aussi écrasante, Zhuge Liang est triste d'avoir du provoquer un carnage à un tel niveau pour parvenir à ses fins. Finalement, Meng Huo est capturé pour la septième et dernière fois.
Après cette ultime capture, Meng Huo admet sa défaite et jure de servir fidèlement le royaume de Shu. La menace du sud étant finalement neutralisée, les soldats du Shu rentrent chez eux pour célébrer la victoire.

## Folklore
Si l'on en croit une histoire très populaire en Chine, Zhuge Liang aurait inventé le mantou, un pain chinois cuit à la vapeur, en rentrant de cette campagne. C'est probablement dû au fait que le mot mantou (chinois simplifié : 馒头 ; chinois traditionnel : 饅頭 ; pinyin : mántóu) est un homonyme de mantou (chinois simplifié : 蛮头 ; chinois traditionnel : 蠻頭 ; pinyin : mántóu ; litt. « tête de barbare »).
Selon cette histoire, après sa victoire contre Meng Huo, Zhuge Liang amène son armée vers le royaume de Shu, mais se retrouve bloqué par une rivière en crue, dont le courant est trop violent pour que l'on puisse la traverser. Les habitants de l'endroit informent Zhuge que, pour apaiser les esprits de la rivière et pouvoir passer, il faut couper les têtes de cinquante barbares et les jeter dans les flots en furie. Lassé des massacres et ne voulant pas faire couler plus de sang, Zhuge Liang donne l'ordre de faire cuire cinquante pains ronds et aplatis à la base, afin d'imiter la forme d'une tête humaine décapitée. Dès que les pains sont cuits, il les fait jeter dans la rivière, qui s'apaise et laisse passer l'armée. Une fois en sécurité sur l'autre rive, Zhuge donne le nom de "tête de barbare" au petit pain qu'il vient d'inventer. Ce nom aurait ensuite été déformé au cours des siècles, jusqu’à se prononcer "mantou".